# Brudzów
Brudzów is een plaats in het Poolse district  Kielecki, woiwodschap Święty Krzyż. De plaats maakt deel uit van de gemeente Morawica en telt 450 inwoners.